# Robert Townsend (actor)
Robert Townsend (nascut el 6 de febrer de 1957) és un actor, director, còmic i escriptor estatunidenc. Townsend és conegut per dirigir les pel·lícules El somni de Hollywood (1987), Eddie Murphy Raw (1987), Meteor man (1993), The Five Heartbeats (1991) i altres pel·lícules i especials de monòlegs. És especialment conegut per la seva interpretació del personatge principal de The WB The Parent 'Hood, Robert Peterson, la sèrie que va crear i dirigir episodis selectes de va funcionar del 1995 al 1999. Townsend també és conegut pel seu paper de Donald "Duck" Matthews a la seva pel·lícula de 1991 The Five Heartbeats. Més tard va escriure, dirigir i produir Making the Five Heartbeats (2018). una pel·lícula documental sobre el procés de producció i la visió del darrere de les escenes de la creació de la pel·lícula. Townsend també és conegut per la seva companyia de producció Townsend Entertainment que ha produït pel·lícules Playin 'for Love, In the Hive i més. Durant la dècada de 1980 i principis de la dècada de 1990, Townsend va guanyar visibilitat nacional a través de les seves rutines de monòleg còmic i aparicions a The Tonight Show Starring Johnny Carson. Townsend ha treballat amb Halle Berry, Morgan Freeman, Chris Tucker, Beyoncé, Denzel Washington, Ayo Edebiri i molts més.

## Primers anys i carrera professional
Townsend va néixer a Chicago, el segon de quatre fills de Shirley (née Jenkins) i Ed Townsend. La seva mare va acabar criant-lo a ell i als seus tres germans com a família monoparental. Creixent al costat oest de la ciutat, Townsend va assistir a l'Austin High School (Chicago); es va graduar el 1975. Es va interessar per actuar quan era adolescent. Durant una lectura d’Èdip Rei de Sòfocles a l'institut, Townsend va captar l'atenció del X Bag Theatre de Chicago, The Experimental Black Actors Guild. Townsend més tard va audicionar per a parts a l'Experimental Black Actors' Guild de Chicago i va actuar en obres de teatre locals estudiant al famós taller de comèdia Second City per a improvisació el 1974. Townsend va tenir un breu sense acreditar a la pel·lícula de 1975 Cooley High, però diu que la pel·lícula "va canviar la seva vida" pel que ell va percebre com la seva representació realista de gent com ell.
Després de l'escola secundària, Townsend es va matricular a la Universitat Estatal d'Illinois, va estudiar un any i més tard es va traslladar a Nova York per estudiar a la Negro Ensemble Company. La mare de Townsend creia que havia de completar la seva educació universitària, però va sentir que la universitat li treia temps a la seva passió per la interpretació, i aviat va abandonar l'escola per seguir la seva carrera d'actor a temps complet.

## Carrera
Townsend va fer una audició per formar part del repartiment de Saturday Night Live''s de 1980-1981, però va ser rebutjat a favor d'Eddie Murphy. L'any 1982, Townsend va aparèixer com un dels personatges principals de la sèrie de PBS Another Page, produïda per Kentucky Educational Television que va ensenyar l'alfabetització als adults mitjançant històries serialitzades. Townsend va aparèixer més tard en petites parts en pel·lícules com Història d'un soldat (1984), dirigida per Norman Jewison, i després del seu èxit va obtenir parts molt més importants en pel·lícules com The Mighty Quinn (1989) amb Denzel Washington.
El 1987, Townsend va escriure, dirigir i produir El somni de Hollywood, una sàtira basada en les dificultats i els obstacles que pateixen els actors negres a la indústria del cinema. L'èxit del seu primer projecte el va ajudar a establir-se en el sector. Una altra de les seves pel·lícules va ser The Five Heartbeats basada en grups masculins de R&B dels anys 60 i les tribulacions de la indústria musical. Townsend va crear i produir dos programa de varietats de televisió, el guanyador del premi CableACE Robert Townsend and His Partners in Crime per a HBO, i el programa de varietats de Fox Television Townsend Television (1993). També va crear i protagonitzar la comèdia de situació de la WB Network The Parent 'Hood, que es va publicar originalment des de gener de 1995 fins a juliol de 1999. El 2018, Townsend també va dirigir 2 episodis. per la sèrie B.E.T. American Soul que es va començar a emetre el 2019. El programa tracta sobre Don Cornelius i Soul Train. Townsend va ser director de programació al Black Family Channel, però la xarxa es va retirar el 2007. Townsend va crear The Robert Townsend Foundation, una organització sense ànim de lucre la missió de la qual és presentar i ajudar a nous cineastes.

## Premis i altres crèdits
Townsend va dirigir la pel·lícula de televisió de 2001, Livin' for Love: The Natalie Cole Story per la qual Cole va guanyar el NAACP Image Award com a actriu destacada en una pel·lícula de televisió, minisèrie o especial dramàtic. Townsend també va dirigir dues pel·lícules de televisió el 2001 i el 2002 respectivament, Carmen: A Hip Hopera i 10.000 Black Men Named George. El 2013, Townsend va ser nominat a un Premi Ovation en la categoria d' "Actor principal en un musical" pel seu paper de Dan al Teatre La Mirada per a la producció d'arts escèniques de Next to Normal.

## Vida personal
Townsend va estar casat amb Cheri Jones del 15 de setembre de 1990 al 9 d'agost de 2001. Tenen tres fills, inclòs Skye Townsend.

## Filmografia
| Títol                                     | Any       | Paper                                                    |
| ----------------------------------------- | --------- | -------------------------------------------------------- |
| Cooley High                               | 1975      | Jugador de bàsquet vist al gimnàs (sense acreditar)      |
| The Monkey Hustle                         | 1976      | Músic                                                    |
| Women at West Point                       | 1979      | Plebeu                                                   |
| Streets of Fire                           | 1984      | Lester - The Sorels                                      |
| Història d'un soldat                      | 1984      | Cpl. Ellis                                               |
| American Flyers                           | 1985      | Jerome                                                   |
| Ratboy                                    | 1986      | Manny                                                    |
| Odd Jobs                                  | 1986      | Dwight                                                   |
| El somni de Hollywood                     | 1987      | Bobby Taylor (Director/productor/guionista)              |
| Eddie Murphy Raw                          | 1987      | (Director)                                               |
| The Mighty Quinn                          | 1989      | Maubee                                                   |
| The Five Heartbeats                       | 1991      | Donald "Duck" Matthews (Director/productor/guionista)    |
| Robert Townsend and His Partners in Crime | 1991      | (Producer/actor)                                         |
| Meteor man                                | 1993      | Jefferson Reed/Meteor Man (Director/productor/guionista) |
| Townsend Television                       | 1993      | (Creador/Productor/actor)                                |
| The Parent 'Hood                          | 1995–1999 | Robert Peterson (Co-Creador)                             |
| B*A*P*S                                   | 1997      | (Director)                                               |
| Jackie's Back                             | 1999      | (Director)                                               |
| Joseph's Gift                             | 1999      | James Saunders                                           |
| Up, Up and Away                           | 2000      | Jim Marshall/Bronze Eagle (Director)                     |
| Little Richard                            | 2000      | (Director)                                               |
| Holiday Heart                             | 2000      | (Director)                                               |
| Carmen: A Hip Hopera                      | 2001      | (Director)                                               |
| Livin' for Love: The Natalie Cole Story   | 2001      | (Director)                                               |
| 10,000 Black Men Named George             | 2002      | (Director)                                               |
| I Was a Teenage Faust                     | 2002      | Mr. Five                                                 |
| Black Listed                              | 2003      | Alan Chambers (Director)                                 |
| Of Boys and Men                           | 2008      | Holden Cole                                              |
| Phantom Punch                             | 2009      | (Director)                                               |
| In the Hive                               | 2012      | (Director)                                               |
| Scooby-Doo! Music of the Vampire          | 2012      | Vampire Actor #1 (veu)                                   |
| Bill Cosby 77                             | 2014      | (Director)                                               |
| Playin' for Love                          | 2015      | (Director/actor/Productor)                               |
| Making The Five Heartbeats                | 2018      | (Director)                                               |
| Black Lightning                           | 2019      | (Director/actorr)                                        |
| American Soul                             | 2019      | (Director)                                               |
| The Wonder Years                          | 2021      | (Director)                                               |
| Kaleidoscope                              | 2023      | (Director)                                               |
| The Bear                                  | 2023      | Emmanuel Adamu                                           |
| Power Book IV: Force                      | 2023      | (Director)                                               |